# Newton Boys
Newton Boys (The Newton Boys) è un film del 1998 diretto da Richard Linklater, basato sul libro di Claude Stanush che narra la storia vera di una banda di quattro fratelli, scanzonati e donnaioli, rapinatori di banche. Sono destinati ad entrare nella leggenda per una rapina multimilionaria al treno della banca federale.